# Município Cuango
Município Cuango är en kommun i Angola.   Den ligger i provinsen Lunda Norte, i den norra delen av landet, 500 km öster om huvudstaden Luanda.
I omgivningarna runt Município Cuango växer huvudsakligen savannskog. Runt Município Cuango är det mycket glesbefolkat, med 4 invånare per kvadratkilometer.